# 나보나사르

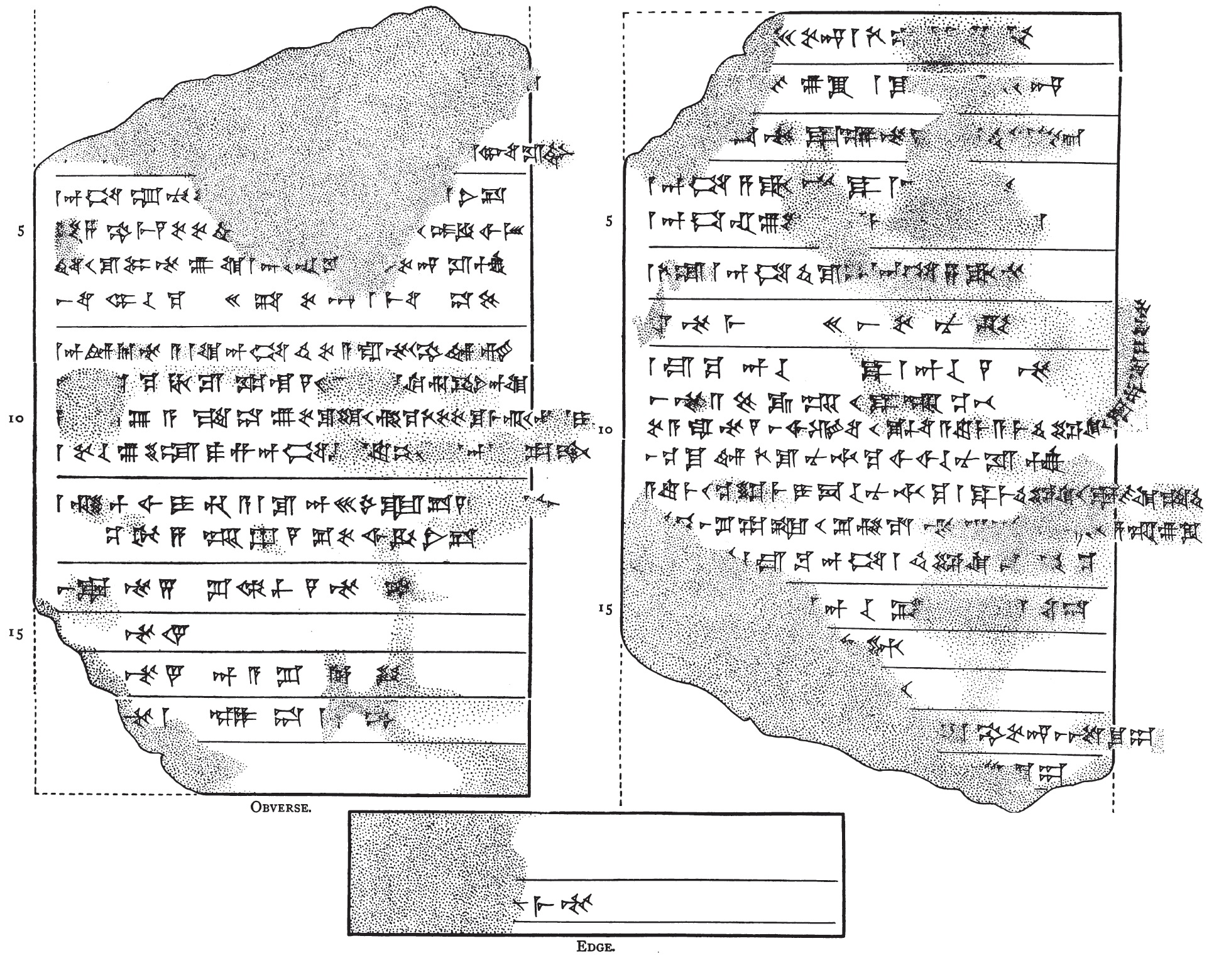

나보나사르(또는 나보나세르, 나부-나시르, 네보-아돈-아슈르 또는 나본나사르)는 기원전 747년 바빌론에 왕국을 창건하였다. 이때가 신바빌로니아 제국의 시작으로 여겨진다.
그때 아시리아 제국은 내전과 우라르투와 같은 다른 왕국의 부상으로 분열 중이었다. 어떤 사령관이 내전에 개입되었는데 그는 승계시 티글라트-필레세르 3세라는 즉위명을 사용하였다. 그는 기원전 746년이후에 정권을 장악하였다.
나보나사르는 계속 속주의 왕으로 14년간 통치하였다.